# The Shop Girl
The Shop Girl è un film muto del 1916 diretto da George D. Baker.
La sceneggiatura si basa sul romanzo The Shop Girl di Charles Norris Williamson e Alice Muriel Livingston Williamson pubblicato a New York nel 1916.

## Trama
A bordo di un transatlantico, la modella Winifred Childs intreccia una relazione con Peter Rolls, l'erede di una grande fortuna. Ma Ena, la sorella di Peter, che disapprova quell'unione e desidera che il fratello sposi una ragazza dell'alta società, dice a Winifred che Peter, con lei, si sta solo divertendo e che quello, per lui, è solo un flirt tra tanti. Delusa, Winifred evita l'uomo che cerca inutilmente di incontrarla. A fine crociera, Winifred - che ha perso il suo lavoro - viene assunta come commessa in un grande magazzino. Una sera, invitata a casa di Meigenson, il suo capo, viene aggredita dall'uomo: per sfuggirgli, lei si chiude in una delle stanze. In quel momento, giunge Peter, che si è messo alla sua ricerca dopo che lei l'ha lasciato. Ma Meigenson ha buon gioco nel negare che si trovi da lui. Sarà un brandello dell'abito di Winifred, strappatole da Meigenson, che rivela dove può trovarsi la ragazza. Finalmente salva, Winifred ha un chiarimento con Peter che la rassicura del suo amore chiedendole di sposarlo.

## Produzione
Il film - con il titolo di lavorazione Winifred, the Shop Girl - fu prodotto dalla Vitagraph Company of America.

## Distribuzione
Distribuito dalla V-L-S-E, il film uscì nelle sale cinematografiche statunitensi il 19 giugno 1916.